# Carlo Torelli
Carlo Torelli (Arona, 16 febbraio 1904 – Arona, 4 marzo 1994) è stato un politico italiano, esponente del Partito Popolare, della Resistenza e Senatore per tre legislature.

## Gli anni giovanili
Nacque il 16 febbraio 1904 ad Arona da una famiglia di solida tradizione cattolica: il padre, l'avvocato e insegnante Pio, sarà segretario cittadino del Partito Popolare di don Sturzo. Conseguì la licenza ginnasiale nella sua città, frequentando poi il liceo classico dai padri gesuiti del Collegio San Tommaso di Cuneo. Si iscrisse alla Facoltà di Giurisprudenza dell'Università degli Studi di Torino, per poi passare alla Università Cattolica del Sacro Cuore di Milano non appena questa ebbe il riconoscimento legale. Si laureò quindi nel dicembre 1926 con una tesi su Appunti sulla teoria dello stato organico in san Tommaso d'Aquino, che ebbe come relatore mons. Francesco Olgiati.
Conseguì a Pavia nel 1930 una seconda laurea, in Scienze politiche, discutendo una tesi sul ruolo delle assicurazioni.
Aderente anch'egli ai popolari, sostenne subito l'opportunità di non collaborare con il fascismo, scontrandosi con l'opzione prevalente nel partito e nelle gerarchie ecclesiastiche che ne condizionava l'azione. Nell'ambiente universitario torinese divenne una delle anime della FUCI e della GIAC, sino a che questi ultimi persero ogni carattere politico.
Compiuta la scelta antifascista, rifiutò sempre di prendere la tessera del PNF nonostante questo comportasse notevoli limiti alla sua attività professionale di avvocato.

## L'impegno nella Resistenza
Il 25 luglio 1943, assieme ad altri esponenti antifascisti, diede vita al Comitato di liberazione nazionale di Arona, primo nella provincia di Novara, e poi fu delegato in quello provinciale con Alberto Jacometti e Carletto Leonardi. Nominato Commissario prefettizio su espressa richiesta del CLN al Prefetto, resse l'amministrazione comunale svolgendo in quell'incarico un'attività parallela di sostegno agli esponenti antifascisti ed ai cittadini di origine ebraica; all'instaurazione della Repubblica sociale italiana venne sostituito da un funzionario fascista che, dandogli atto della correttezza nella gestione dell'ente, contemporaneamente lo denunciò per le attività antifasciste.
Fu costretto alla fuga nel Natale 1943: avvertito che i tedeschi lo attendevano davanti a casa per arrestarlo, non vi fece ritorno; dopo aver passato la notte nella casa del sacrestano, attraversò il lago in barca, giungendo ad Angera dove fu nascosto dall'amico Antonio Greppi. Passò in clandestinità, per riparare dapprima a Varese e poi in Svizzera sino alla fine del 1944; al ritorno si recò a Milano dove prese parte alla resistenza partigiana nel CLNAI collaborando con il controspionaggio alleato.
Fece ritorno a casa soltanto il 24 aprile 1945, in sella ad una bicicletta, al seguito di una colonna partigiana.
L'impegno nella Resistenza venne certificato da un diploma bilingue con la qualifica di Patriota, firmato dal comandante alleato generale Alexander.

## Attività amministrativa
Torelli, con altri esponenti popolari, fu piuttosto emarginato dal nuovo corso che richiese agli organi locali una progressiva uniformazione alla linea centrista del segretario nazionale Alcide De Gasperi.
Non eletto all'Assemblea costituente, riprese l'attività di avvocato sino alle elezioni amministrative del 1956. Fu quindi eletto dal nuovo consiglio comunale alla carica di sindaco di Arona, che resse dal giugno 1956 al gennaio 1965.
Dopo una prima fase di con una coalizione centrista DC - PSDI - PLI, allargare la coalizione al Partito Socialista, costituendo una delle prime giunte di centrosinistra in Italia: dapprima, nel marzo 1961, con l'appoggio esterno del PSI, quindi con un apporto più organico dei socialisti. Tale operazione, assieme ad altre di segno analogo in atto in provincia, venne avversata dalla gerarchia ecclesiastica, particolarmente dal vescovo Gilla Vincenzo Gremigni, che la stigmatizzò con una lettera pastorale da leggersi dal pulpito in tutte le parrocchie.
Nel 1964 venne eletto nell'amministrazione provinciale di Novara, dove fu capogruppo della Democrazia Cristiana.
Fu uno degli esponenti di spicco di Forze Nuove, la componente democristiana più attenta ai temi del lavoro e del sindacato, propensa all'apertura ai socialisti, che faceva capo a Carlo Donat-Cattin ed aveva tra i suoi ispiratori il valsesiano Giulio Pastore.

## Attività parlamentare
Eletto senatore della IV, V, VI legislatura è stato Segretario d'aula e membro di varie commissioni: Lavoro e previdenza sociale, Commissione d'inchiesta sul fenomeno della mafia in Sicilia, Commissione igiene e sanità, Commissione d'inchiesta sul funzionamento dell'INPS, Giunta per le elezioni e le autorizzazioni a procedere.
Proprio l'appartenenza alla commissione antimafia lo portò alla ribalta nazionale quando si dimise dalla commissione in polemica con la presenza in essa di un collega siciliano, Giovanni Matta, già oggetto di indagini per presunta collusione con la mafia.
Torelli fu firmatario di numerose proposte di legge tra cui si ricordano:
- DdL 26 luglio 1968, n. 93: Modifica dell'ordinamento degli istituti previdenziali (poi confluito nella legge 30 aprile 1969, n. 153)

- DdL 30 agosto 1968, n. 164: Personale insegnante nelle scuole reggimentali (divenuto legge 13 novembre 1969, n. 933)

- DdL 4 giugno 1969, n. 700: Tutela della libertà sindacale dei lavoratori nelle aziende. Questo precedette l'iniziativa governativa, fu discusso e poi confluì nella legge 20 maggio 1970, n. 300, il cosiddetto Statuto dei lavoratori

- DdL 18 giugno 1971, n. 1768: Disciplina degli stupefacenti e delle sostanze psicotrope e misure di prevenzione e cura. Tale DdL, frutto del lavoro di ricerca sulle più avanzate teorie scientifiche in materia di cura delle tossicodipendenze e di confronto con operatori del settore quali Luigi Ciotti, don Mario Picchi, partiva dal presupposto che il tossicodipendente non fosse da punire con il carcere - a differenza dello spacciatore e delle mafie che, con un'intuizione lungimirante, il senatore vedeva fortemente interessate al mercato degli stupefacenti - ma da guarire attraverso un soggiorno obbligato in comunità di recupero.

La legge approvata il 22 dicembre 1975 col n. 1798, però, sostanzialmente stravolgeva l'impianto originario, prevedendo la possibilità e non l'obbligo di cura, tanto che Torelli in un'intervista a Famiglia Cristiana a proposito della legge ebbe a dichiarare "Non la riconosco".
Il tema della droga con le sue origini e ricadute di tipo sociale - Torelli, pur rifiutando per i tossicodipendenti l'etichetta di "vittime della società", era solito ripetere che necessario scandagliare i motivi psicologici per i quali un giovane può essere indotto ad utilizzare stupefacenti - fu sempre al centro della sua attenzione, tanto da venire chiamato più volte ad intervenire a seminari, convegni ed a tenere lezioni sull'argomento nelle scuole.

## Gli ultimi anni
Con lo scioglimento anticipato delle camere nel 1976, Torelli tenne fede alla promessa fatta e decise di rinunciare ad un'ulteriore candidatura per il Senato, contro il parere del suo partito. In una lettera al segretario nazionale Benigno Zaccagnini, lucida analisi dei problemi della DC, primo fra tutti la riproposizione delle "solite facce", di molti che esigevano la ricandidatura per anzianità pur non avendo più nulla da dare, e la presenza di personaggi che, quand'anche privi di ogni colpa, non erano percepiti come tali dall'opinione pubblica.
Si ritirò quindi a vita privata, abbandonando l'impegno politico diretto per dedicarsi dedicandosi alla stesura di opere sulla storia di Arona: il volume “San Carlo e la sua Arona”, una raccolta di ricerche di vari autori in occasione del IV centenario della morte di san Carlo Borromeo ed uno sulla Collegiata di S. Maria, edito dall'amministrazione comunale nel 1988 in occasione del IV centenario della consacrazione dell'edificio.
Non mancò il suo impegno come testimone dei valori della Resistenza in incontri con le scuole, interviste e collaborazione che offrì a numerosi ricercatori storici.
Morì novantenne il 4 marzo 1994, e negli annunci funebri da lui stesso predisposti si leggeva "Chiedendo perdono a tutti si è spento l'avv. Carlo Torelli, ex senatore della Repubblica - Alpino - uno della Resistenza".
Le esequie solenni partirono dall'atrio del Palazzo di Città di Arona, dove si era tenuta la camera ardente, e vennero chiuse dal Silenzio fuori ordinanza suonato dai "suoi" alpini.
Lasciò precise disposizioni sulla destinazione da dare alle centinaia di suoi libri: la maggior parte fu donata alla biblioteca civica del comune di Arona, che dal 1998 porta il suo nome.
Il suo archivio è stato consegnato dai famigliari all'Istituto Storico della Resistenza e della società contemporanea "Piero Fornara" di Novara, dietro l'impegno a farsi carico del riordino e della fruizione del materiale al pubblico.